# Volo Aeroflot 51
Il volo Aeroflot 51 era un volo di linea passeggeri nazionale operato da un Antonov An-24B che si schiantò durante l'avvicinamento all'aeroporto Internazionale di Liepāja il 30 dicembre 1967, provocando la morte di 43 delle 51 persone a bordo. Ad oggi, è il peggior incidente aereo nella storia della Lettonia. Le indagini rivelarono che la causa dell'incidente fu un errore del pilota.

## L'aereo
L'aereo coinvolto era un Antonov An-24B, numero di serie 67302909 e marche CCCP-46215. La costruzione dell'aereo fu completata il 30 novembre 1966 e aveva accumulato un totale di 1 934 ore di volo prima dello schianto.

## L'incidente
Il volo 51 era un volo passeggeri di linea da Riga a Liepāja. Durante l'avvicinamento all'aeroporto internazionale di Liepāja, l'aereo si avvicinò alla pista tramite il sentiero di discesa a una velocità di 300 km/h e un'altitudine di 1 000 piedi (300 m) invece dei 220 km/ha raccomandati a 700 piedi (210 m). L'equipaggio scelse di usare la spinta inversa per rallentare l'Antonov troppo veloce e alto per l'atterraggio, ma poi dichiarò un mancato avvicinamento e tentò di riattaccare. L'equipaggio aumentò la spinta di entrambi i motori e ritirò i flap e il carrello di atterraggio. Il motore destro iniziò a fornire spinta in avanti, ma il motore sinistro era ancora in spinta inversa. L'aereo entrò in rollio a sinistra con un'altitudine in rapida diminuzione e colpì il suolo con un angolo di beccheggio di 0 gradi 250 metri a sinistra del percorso di avvicinamento in un campo coperto di neve. Poiché il carrello di atterraggio era retratto, l'elica inferiore della fusoliera toccò il suolo prima e l'aereo guadagnò quota e tornò in volo, l'elica sinistra vibrò violentemente. L'aereo percorse 140 metri, poi colpì un palo del telefono che tagliò 3 metri dell'ala destra insieme a parte del suo alettone. L'aereo imbardò a destra e continuò a volare per 1.270 metri con un angolo di inclinazione crescente verso destra fino a quando non colpì nuovamente il suolo con un angolo di inclinazione di 48 gradi. Non ci fu alcun incendio sulla scena dell'incidente, ma l'Antonov fu completamente distrutto. Non ci furono sopravvissuti.

## Le indagini
Dopo un esame dettagliato della scena dell'incidente, gli investigatori scoprirono la catena di eventi che portarono all'incidente. Il volo entrò nel sentiero di discesa con velocità eccessiva e troppo in alto; contribuirono l'uso improprio da parte dell'equipaggio della spinta inversa in volo e l'incapacità di portare il motore sinistro fuori dalla modalità di spinta beta in modo tempestivo. La prematura retrazione dei flap e del carrello di atterraggio durante il tentativo di riattaccata fu un fattore determinante nell'incidente.